# Pražská III. třída
Pražská III. třída patří společně s ostatními třetími třídami mezi deváté nejvyšší fotbalové soutěže v Česku. Je řízena Pražským fotbalovým svazem. Je rozdělena na: III. třídu – skupinu A, B a C. Hraje se každý rok od léta do jara se zimní přestávkou. V sezóně 2022/23 se jí účastní 29 týmů (10 ve skupině A, 10 ve skupině B, 9 ve skupině C) z oblasti hlavního města Prahy, každý s každým hraje jednou na domácím hřišti a jednou na hřišti soupeře. Celkem se tedy hraje 18 (skupina C  – 16) kol. Vítězem se stává tým s nejvyšším počtem bodů v tabulce a postupuje do II. třídy.

## Vítězové

### Pražská III. třída skupina A
| Ročník    | Vítězný tým                         |
| --------- | ----------------------------------- |
| 2003/2004 | Radotínský SK „B“                   |
| 2004/2005 | Sokol Stodůlky C (Praha 13)         |
| 2005/2006 | Slovan Bohnice B (Praha 8)          |
| 2006/2007 | TJ Ruzyně (Praha 6)                 |
| 2007/2008 | TJ Sokol Bílá Hora B (Praha 6)      |
| 2008/2009 | SK Střešovice 1911 C (Praha 6)      |
| 2009/2010 | TJ ČZU Praha (Praha 6)              |
| 2010/2011 | PSK Olymp Praha (Praha 6)           |
| 2011/2012 | FC KING (Praha 9)                   |
| 2012/2013 | AFK Slavoj Podolí Praha C (Praha 4) |
| 2013/2014 | FK Zlíchov 1914 B (Praha 5)         |
| 2014/2015 | Sokol Řepy B (Praha 17)             |
| 2015/2016 | SC Radotín „B“ (Praha 5)            |
| 2016/2017 | FK Spoje Praha (Praha 3)            |
| 2017/2018 | SK Sparta Krč (Praha 4)             |
| 2018/2019 | SK Dolní Chabry B (Praha 8)         |
| 2019/2020 | TJ Sokol Nebušice B (Praha 6)       |
| 2020/2021 | FK Dukla Praha „C“ (Praha 6)        |
| 2021/2022 | FK Dukla Praha „C“ (Praha 6)        |
| 2022/2023 | Football Club Prosex (Praha 8)      |
| 2023/2024 | FK Meteor Praha VIII C              |
| 2024/2025 | TJ Sokol Bílá Hora B                |

### Pražská III. třída skupina B
| Ročník    | Vítězný tým                          |
| --------- | ------------------------------------ |
| 2003/2004 | Spartak Hrdlořezy                    |
| 2004/2005 | TJ Pankrác (Praha 4)                 |
| 2005/2006 | AFK Záběhlice (Praha 10)             |
| 2006/2007 | Slovan Kunratice B (Praha 4)         |
| 2007/2008 | SK Meteor Kačerov B (Praha 4)        |
| 2008/2009 | TJ Junior Praha C (Praha 10)         |
| 2009/2010 | Sokol Cholupice B (Praha 12)         |
| 2010/2011 | SK Sparta Krč C (Praha 4)            |
| 2011/2012 | SK Union Vršovice B (Praha 10)       |
| 2012/2013 | A.F.K. Olympia Šeberov B (Praha 4)   |
| 2013/2014 | SC Xaverov Horní Počernice (Praha 9) |
| 2014/2015 | Spartak Hrdlořezy (Praha 9)          |
| 2015/2016 | Partisan Prague F.C.                 |
| 2016/2017 | Sokol Dolní Počernice C (Praha 9)    |
| 2017/2018 | Fotbalová akademie Praha (Praha 9)   |
| 2018/2019 | Sokol Kolovraty B (Praha 10)         |
| 2019/2020 | SK Čechie Uhříněves B (Praha 22)     |
| 2020/2021 | Sokol Královice B (Praha 10)         |
| 2021/2022 | SK Slovan Kunratice B (Praha 4)      |
| 2022/2023 | SC Xaverov Horní Počernice B         |
| 2023/2024 | PerfectLanD FC                       |
| 2024/2025 | FK Klánovice B                       |

### Pražská III. třída skupina C
| Ročník    | Vítězný tým                    |
| --------- | ------------------------------ |
| 2003/2004 | TJ Spartak Kbely „B“           |
|           |                                |
| 2015/2016 | Soutěž se nehrála.             |
| 2016/2017 | Soutěž se nehrála.             |
| 2017/2018 | SK Dolní Měcholupy             |
| 2018/2019 | Soutěž se nehrála.             |
| 2019/2020 | Soutěž se nehrála.             |
| 2020/2021 | SK Union Vršovice B (Praha 10) |
| 2021/2022 | SK Libuš 838 B (Praha 4)       |
| 2022/2023 | Spartak Kbely B (Praha 19)     |
| 2023/2024 | Fotbalová Akademie Alexe Zbura |
| 2024/2025 | ABC Braník C                   |